# Minmi (певица)
Minmi (стилизованное: MINMI, яп. ミンミ; род. 8 декабря 1974 года в Осаке, Япония) — японская певица и музыкант, исполняющая музыку в жанрах хип-хоп, сока и регги. Также известна как автор-исполнитель и музыкальный продюсер.  Она — первая исполнительница музыки в жанре сока из Японии. С 2007 года она замужем за Вакаданной (яп. 若旦那), членом японской регги-группы Shōnan no Kaze.
Она начала играть музыку в жанре регги в японских клубах в 1996 году. Её дебютный сингл 2002 года «The Perfect Vision» к настоящему моменту продался более полумиллиона копий.

## Биография
Minmi начала играть на пианино в возрасте пяти лет, и в это же время она начала интересоваться соул и джазовой музыкой. Minmi начала свою музыкальную карьеру в 1996 году, выступая в показательных шоу в стиле «rub-a-dub» и на хип-хоп мероприятиях в клубах Осаки. Она также начала развивать свой собственный стиль музыки, создавая свои собственные оригинальные треки в этот период. Minmi подписала свое первое соглашение о записи с JVC Records, выпустив регги-песню «The Perfect Vision» в качестве своего первого сингла в августе 2002 года. Первый сингл Minmi стал чрезвычайно популярным и был широко принят и достаточно сильно раскручен на 20 FM-радиостанциях. У «The Perfect Vision» постепенно увеличивалась популярность, в конечном итоге он был продан в количестве более полумиллиона копий. Её второй сингл «T.T.T.» отличался стилистически, больше под влиянием хип-хопа. Сингл был умеренным успехом, достиг вершины в Топ-10. За ними последовал дебютный альбом Minmi — Miracle (альбом Minmi), который дебютировал в Топ-10, заняв второе место, и был продан в количестве более 600 000 экземпляров. Minmi продолжила свою успешную карьеру в 2004 году со своим вторым альбомом imagine, у которого также были высокие продажи.
В 2004 году  исполнила песню «Shiki No Uta» (四季ノ唄), которая использовалась в качестве основной закрывающей темы аниме-сериала «Самурай Чамплу». Также для закрывающей темы 12 серии того же сериала исполнила песню «Who's Theme». Продюсером обеих песен выступил Nujabes.
В 2005 году Minmi выпустила свою первую песню в жанре сока — «Summertime!!», в отличие от её обычного регги и хип-хопа. Из-за этого события она присутствовала на карнавале Тринидада и Тобаго в феврале 2006 года, выступая на сцене. В сентябре она была номинирована как лучшая новая исполнительница на церемонии Reggae/Soca Music Awards в Нью-Йорке. Minmi снова посетила фестиваль в 2007 году, исполнив «Sha Na Na» вместе с Машелом Монтано.
В июне 2007 года было неожиданно объявлено, что Minmi вышла замуж за Вакаданну, члена регги-группы Shōnan no Kaze, и была на четвёртом месяце беременности. Оба впервые встретились в 2001 году на Ямайке и начали встречаться вскоре после этого. В ноябре она родила своего первого ребёнка, сына.
В марте 2010 года было объявлено, что Minmi беременна вторым ребенком. Её четвертый альбом Mother, был выпущен в июле, когда она была примерно на восьмом месяце беременности. Ребёнок, второй мальчик, родился 4 августа в Нью-Йорке.
10 июня и 22 июля 2015 года Minmi выпустила свой семнадцатый сингл «Hologram».

## Дискография

### Оригинальные альбомы
| Год  | Альбом | Чарты альбомов в Oricon | Продажи |
| ---- | --- | ----------------------- | ------- |
| 2003 | Miracle - Дата выпуска: 19 марта 2003 - Лейбл: Victor Entertainment (VICL-61097) - Форматы: CD, цифровое скачивание           | 2                       | 476 000 |
| 2004 | imagine - Дата выпуска: 30 июня 2004 - Лейбл: Victor Entertainment (VICL-61768) - Форматы: CD, цифровое скачивание            | 3                       | 190 000 |
| 2006 | Natural - Дата выпуска: 29 марта 2006 - Лейбл: Victor Entertainment (VICL-61936) - Форматы: CD, цифровое скачивание           | 6                       | 100 000 |
| 2010 | Mother - Дата выпуска: 7 июля 2010 - Лейбл: Universal Music Japan (UMCF-1040) - Форматы: CD, цифровое скачивание              | 5                       | 64 000  |
| 2013 | I LOVE - Дата выпуска: 24 июля 2013 - Лейбл: Universal Music Japan (UMCF-1095) - Форматы: CD, цифровое скачивание             | 14                      | —       |
| 2014 | BAD - Дата выпуска: 24 сентября 2014 - Лейбл: Universal Music Japan (UPCH-1988) - Форматы: CD, цифровое скачивание            | 17                      | —       |
| 2015 | EGO - Дата выпуска: 24 августа 2015 - Лейбл: Universal Music Japan (UPCH-2051) - Форматы: CD, цифровое скачивание             | 28                      | —       |
| 2016 | Life is Beautiful - Дата выпуска: 27 июля 2016 - Лейбл: Universal Music Japan (UPCH-7168) - Форматы: CD, цифровое скачивание  | 29                      | —       |
| 2017 | ALL TIME BEST:ADAM - Дата выпуска: 3 марта 2017 - Лейбл: Universal Music Japan (UPCH-2116) - Форматы: CD, цифровое скачивание | 69                      | —       |
| 2017 | ALL TIME BEST:EVE - Дата выпуска: 3 марта 2017 - Лейбл: Universal Music Japan (UPCH-2117) - Форматы: CD, цифровое скачивание  | 75                      | —       |

### Другие альбомы
| Год  | Альбом | Чарты альбомов в Oricon | Продажи |
| ---- | --- | ----------------------- | ------- |
| 2005 | Friends: Minmi Featuring Works Best - совместный альбом-сборник - Дата выпуска: 22 сентября 2005 - Лейбл: Victor Entertainment (VICL-61097) - Форматы: 2 CD, цифровое скачивание | 16                      | 71 000  |
| 2007 | The Love Song Collection 2006—2007 - альбом-сборник - Дата выпуска: 21 ноября 2007 - Лейбл: Victor Entertainment (VICL-62674) - Форматы: CD, цифровое скачивание                 | 3                       | 75 000  |
| 2008 | Minmi Best 2002—2008 - Дата выпуска: 21 ноября 2008 - Лейбл: Victor Entertainment (VICL-61097) - Форматы: 2 CD, цифровое скачивание                                              | 2                       | 230 000 |
| 2009 | Summer Collection with Music Clips - Дата выпуска: 19 августа 2009 - Лейбл: Victor Entertainment (VIZL-341) - Форматы: CD и DVD, цифровое скачивание                             | 5                       | 38 000  |

### Синглы

#### как ведущая исполнительница
| Год выпуска | Название                                                                                            | Позиции в чартах     | Позиции в чартах         | Позиции в чартах     | Продажи (Oricon) | Альбом               |
| Год выпуска | Название                                                                                            | Чарты синглов Oricon | Billboard Japan Hot 100† | RIAJ digital tracks† | Продажи (Oricon) | Альбом               |
| --- | --------------------------------------------------------------------------------------------------- | -------------------- | ------------------------ | -------------------- | ---------------- | -------------------- |
| 2002 | «The Perfect Vision»                                                                                | 4                    | —                        | —                    | 353 000          | Miracle              |
| 2002 | «T.T.T.»                                                                                            | 8                    | —                        | —                    | 74 000           | Miracle              |
| 2003 | «Another World»                                                                                     | 17                   | —                        | —                    | 37 000           | Imagine              |
| 2004 | «Fruit of Love» (яп. アイの実 Ai no Mi)                                                             | 19                   | —                        | —                    | 15 000           | Imagine              |
| 2004 | «Are Yu Ready»                                                                                      | 45                   | —                        | —                    | 7 000            | Natural              |
| 2005 | «Summertime!!» (яп. サマータイム!! Samātaimu!!)                                                     | 19                   | —                        | —                    | 27 000           | Natural              |
| 2006 | «Nishiazabu Legend» (яп. 西麻布伝説 Nishiazabu Densetsu)                                            | 78                   | —                        | —                    | 3 000            | Natural              |
| 2006 | «I Love You Baby»                                                                                   | 42                   | —                        | —                    | 9 000            | Love Song Collection |
| 2007 | «Sha Na Na» (яп. シャナナ☆)                                                                         | 17                   | —                        | 13*                  | 36 000           | Love Song Collection |
| 2009 | «Ave Maria» (яп. アベマリア Abe Maria)                                                              | 14                   | 16                       | 2                    | 18 000           | Mother               |
| 2009 | «What If You're Not There Tomorrow» (яп. アシタもしもキミがいない… Ashita Moshi mo Kimi ga Inai...) | 25                   | 42                       | 7                    | 7 000            | Mother               |
| 2010 | «Hibiscus» (яп. ハイビスカス Haibisukasu)                                                           | 27                   | 30                       | 8                    | 7 000            | Mother               |
| 2010 | «Blooming with a Bang» (яп. パッと花咲く Pa to Hanasaku) (исполняет Verbal)                         | 58                   | 70                       | 25                   | 2 000            | TBA                  |
| * меняется ежемесячно в Chaku-uta Reco-kyō Chart. † Japan Hot 100 учреждён в феврале 2008 года, RIAJ Digital Track Chart учреждён в апреле 2009 года. | |                      |                          |                      |                  |                      |

#### как приглашённая исполнительница
| Год выпуска | Название | Примечания                                                   | Позиции в чартах     | Позиции в чартах         | Позиции в чартах     | Продажи (Oricon) | Альбом                              |
| Год выпуска | Название | Примечания                                                   | Чарты синглов Oricon | Billboard Japan Hot 100† | RIAJ digital tracks† | Продажи (Oricon) | Альбом                              |
| --- | --- | ------------------------------------------------------------ | -------------------- | ------------------------ | -------------------- | ---------------- | ----------------------------------- |
| 2006 | «Win and Shine» (Ukarats FC)                                                                                                 | соавтор текста/музыки                                        | 48                   | —                        | —                    | 6 000            | We Love We [We Love Winning Eleven] |
| 2007 | «Dream Lover» (Infinity 16 welcomez Shōnan no Kaze, Minmi, Moomin)                                                           |                                                              | 10                   | —                        | 5*                   | 74 000           | Foundation Rock                     |
| 2007 | «Midsummer Orion» (яп. 真夏のオリオン Manatsu no Orion) (Infinity 16 welcomez Minmi, 10-Feet)                                |                                                              | 14                   | —                        | 27*                  | 25 000           | Foundation Rock                     |
| 2007 | «Miracle» (яп. キセキ Kiseki) (Teruteru Babys)                                                                               | благотворительный сингл, автор песни/приглашённая вокалистка | 39                   | —                        | —                    | 7 000            |                                     |
| 2008 | «Dream Believer» (яп. 星に願いを Hoshi ni Negai o) (Infinity 16 welcomez Minmi, Wakadanna и Han-kun из Shōnan no Kaze, Goki) |                                                              | 19                   | 13                       | 11*                  | 14 000           | Welcomez                            |
| * меняется ежемесячно в Chaku-uta Reco-kyō Chart. † Japan Hot 100 учреждён в феврале 2008 года, RIAJ Digital Track Chart учреждён в апреле 2009 года. | |                                                              |                      |                          |                      |                  |                                     |

### DVD
| Название                                   | Дата выпуска     | Позиция в Oricon |
| ------------------------------------------ | ---------------- | ---------------- |
| Minmi Live Tour 2004 "Imagine" (sunshine)  | 24 сентября 2004 | —                |
| Minmi Video Clips 2002—2005: Summer        | 27 июля 2005     | 37               |
| Minmi Natural Show Case 2006 in Zepp Tokyo | 22 ноября 2006   | 69               |
| Freedom '08                                | 3 декабря 2008   | 17               |
| Minmi Live: Freedom in Awajishima          | 2 декабря 2009   | 33               |

### Совместные работы
| Название                       | Музыкант                        | Дата выпуска     |
| ------------------------------ | ------------------------------- | ---------------- |
| «Tornade»                      | Silver King                     | сентябрь 2000    |
| «Shot Dem Up»                  | Jumbo Maatch из Mighty Jam Rock | октябрь 2001     |
| «3 Minute Special»             | Silver King                     | 22 мая 2002      |
| «Parasite»                     | Vader                           | 22 мая 2002      |
| «I Don't Wanna Be Your Friend» | Boogie Man                      | июль 2002        |
| «Journey Into...»              | Takafin из Mighty Jam Rock      | август 2002      |
| «Cry»                          | Shōnan no Kaze                  | июль 2003        |
| «Independent Woman»            | Pushim                          | 17 декабря 2003  |
| «V-XL (Five-Xtra Large)»       | Vader                           | 2 июня 2004      |
| «Shiki No Uta» (яп. 四季ノ唄)  | Nujabes                         | 23 июня 2004     |
| «Irie Music»                   | Home Grown                      | 4 августа 2004   |
| «Set Mi Free, Let Mi Be»       | Home Grown                      | 4 августа 2004   |
| «My Way»                       | Shōnan no Kaze                  | 18 августа 2004  |
| «Who's Theme»                  | Nujabes                         | 22 сентября 2004 |
| «Keep On Steppin»              | SAL The Soul                    | 26 ноября 2004   |
| «Day Dreamer»                  | Munehiro                        | 21 мая 2005      |
| «Cherry Blossom»               | 10-Feet                         | 18 апреля 2006   |
| «Lotta Love»                   | M-Flo                           | 26 июля 2006     |
| «Missing You»                  | Minmi                           | 7 февраля 2007   |
| «Spider (Aira)»                | Minmi                           | 7 февраля 2007   |
| «Spider City (Rock City 3)»    | Kenty-Gross                     | 7 февраля 2007   |
| «Spider Time (Summer Time!!)»  | Kenty-Gross                     | 7 февраля 2007   |
| «Happy Today»                  | Shōnan no Kaze                  | 18 апреля 2007   |
| «Nande»                        | Rudebwoy Face                   | 25 апреля 2007   |
| «Suirenka»                     | Shōnan no Kaze                  | 6 июня 2007      |